# Ikedosoma elegans
Ikedosoma elegans är en djurart som tillhör fylumet skedmaskar, och som först beskrevs av Ikeda 1904.  Ikedosoma elegans ingår i släktet Ikedosoma och familjen Echiuridae. Inga underarter finns listade i Catalogue of Life.